# Unterdalmerscheid
Unterdalmerscheid ist ein Ortsteil der Gemeinde Hellenthal im Kreis Euskirchen, Nordrhein-Westfalen.

## Lage
Der Ortsteil liegt südöstlich von Hellenthal. Die Bebauung des Dorfes geht in die von Wolfert über. Östlich liegt der Fuchsberg. Südlich grenzt die Gemeinde Dahlem an den Dahlemer Wald.

## Geschichte
Bis zum Ende des 18. Jahrhunderts gehörte Unterdalmerscheid zur luxemburgischen Herrschaft Kronenburg.
Unterdalmerscheid kam 1934 von der Gemeinde Berk zur Gemeinde Hollerath.

## Verkehr
Die VRS-Buslinie 838 der RVK verbindet den Ort, ausschließlich als TaxiBusPlus nach Bedarf, mit seinen Nachbarorten und mit Hellenthal.
| Linie | Verlauf |
| ----- | --- |
| 838   | MiKE (außer im Schülerverkehr): Hellenthal Busbf – Blumenthal – Dommersbach – Kammerwald – Reifferscheid – (Hönningen/Büschem – Dickerscheid – Oberreifferscheid – Hahnenberg –) Wiesen Abzw – (Haus Eichen – Wahld – Hescheld –) Sieberath – Kradenhövel – Unterwolfert – (Unterdalmerscheid – Oberdalmerscheid –) Oberwolfert – Wittscheid – Zehnstelle – Grube Wohlfahrt – Rescheid – Giescheid – Rescheid – Schwalenbach – Kamberg – Schwalenbach – Schnorrenberg (– Neuhaus) |